# Aheylite
La aheylite è un minerale.